# Megachile trochantina
Megachile trochantina är en biart som beskrevs av Joseph Vachal 1909. Megachile trochantina ingår i släktet tapetserarbin, och familjen buksamlarbin. Inga underarter finns listade i Catalogue of Life.